# 如意輪寺 (西東京市)
如意輪寺（にょいりんじ）は、東京都西東京市にある真言宗智山派の寺、山号は光明山、院号を福生院と号し、本尊には大日如来を祀る。本山は京都市東山区の智積院。
寳晃院、寶樹院、東禅寺（以前は西光寺（現総持寺）だったが西光寺移転後は東禅寺となる）と合わせて保谷四軒寺と呼ばれる。また、武蔵野三十三観音霊場の四番札所、多摩八十八ヶ所霊場の三十五番札所である。

## 歴史
如意輪寺の本尊は本来不動明王であったが、1892年（明治25年）の火災により焼失している。その際、本堂、庫裡、本尊の不動明王や古文書なども全て焼失しているため、創建年代などは不明である。観音堂（1776年（安永5年）建立）のみ焼失を免れている。寺内の墓地に中興開山といわれる第七世恵定法印の五輪塔があり、正保4年（1647年）示寂の銘があることより、寺の歴史は古く、創建は1500年頃と推定されている。なお、現在の本堂である大日殿は、1976年（昭和51年）に落成したものである。

## 文化財
馬駈け市大絵馬 - 西東京市指定文化財第44号
1884年（明治17年）に観音講連中惣世話人により奉納されたもの。如意輪寺観音堂では、古くから村のまつり日（3月15日）に馬駆け市が催されていた。その模様を描いた縦114cm、横181cmの大絵馬で今も観音堂内を飾られている。

## 交通
- 西武池袋線ひばりヶ丘駅から徒歩16分

## ギャラリー

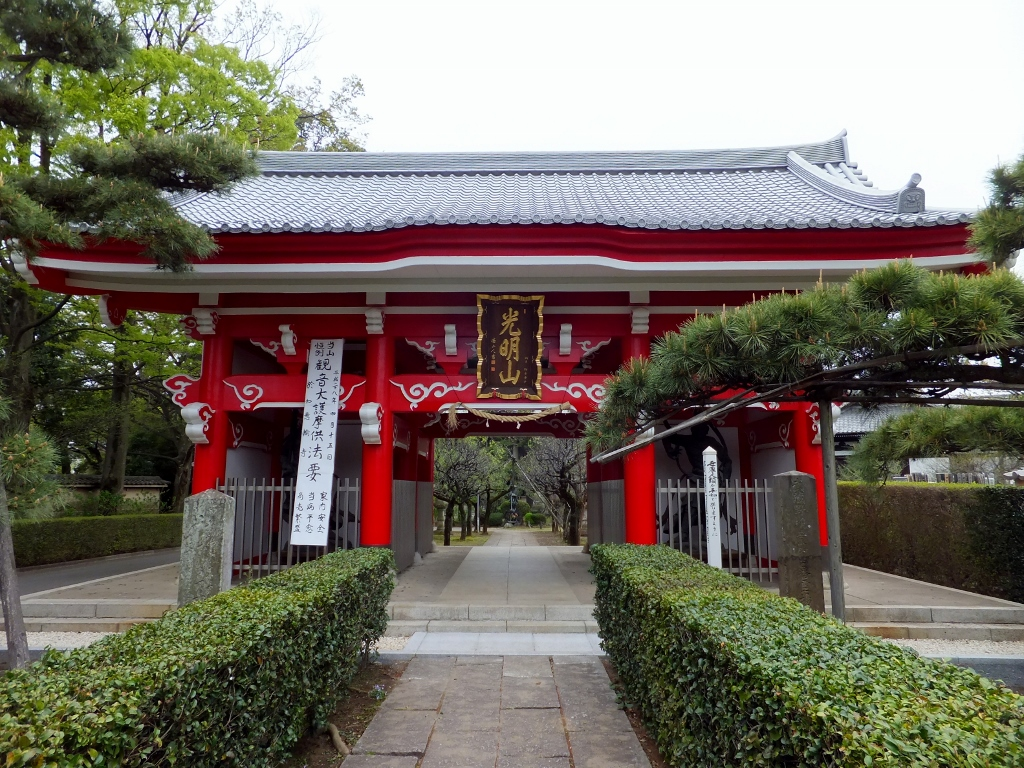
山門（大門） （2016年4月10日撮影）
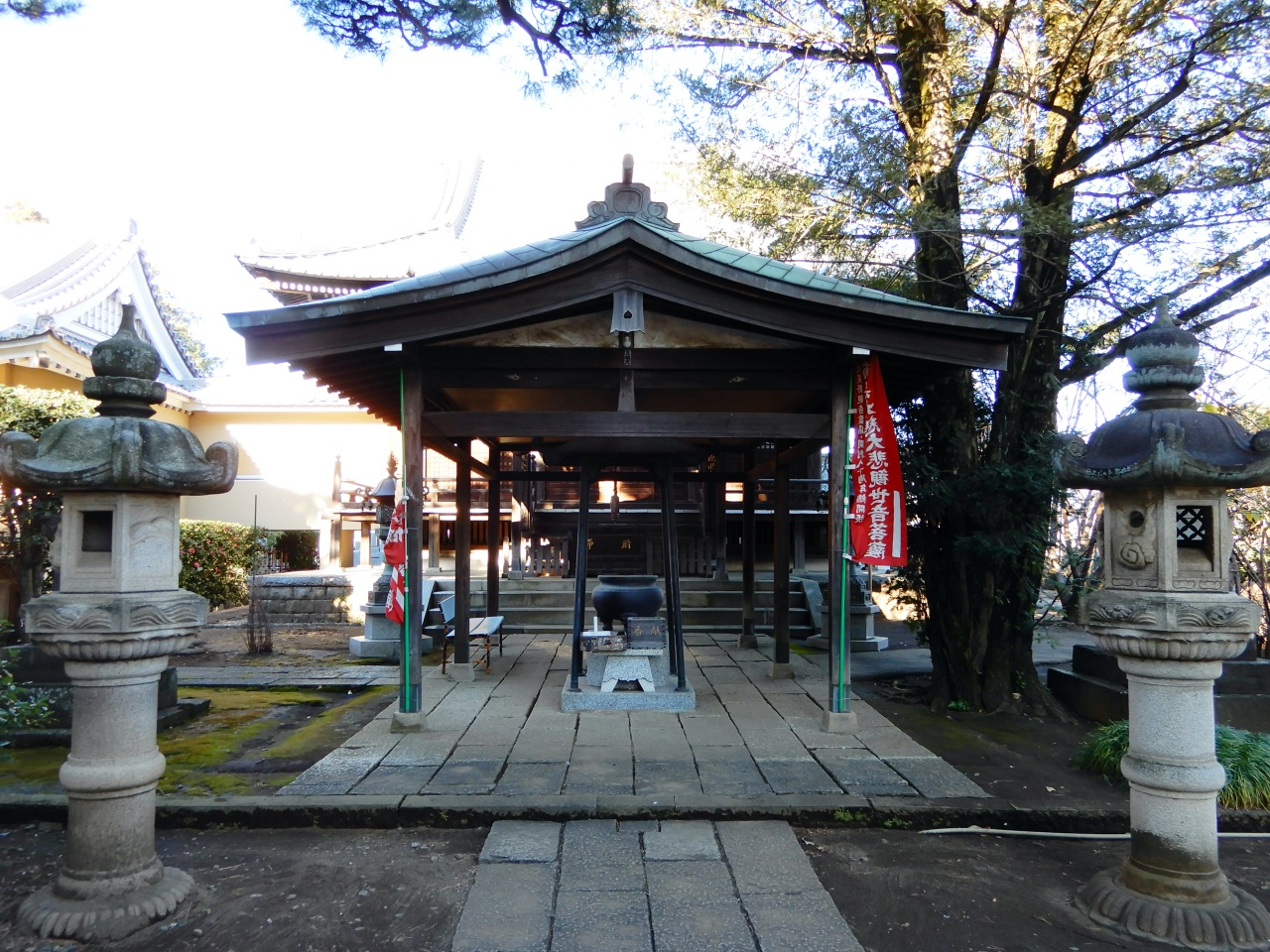
観音堂 （2021年12月21日撮影）
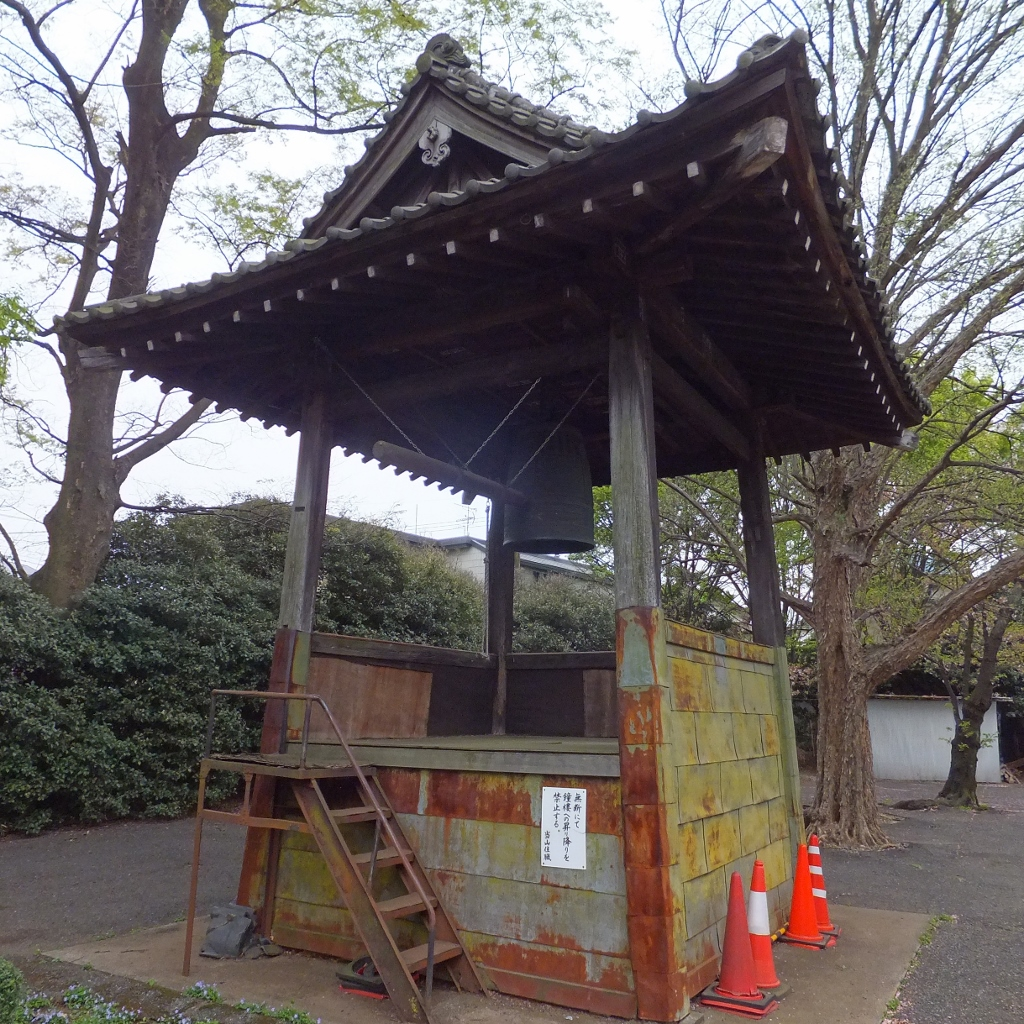
鐘楼 （2016年4月10日撮影）
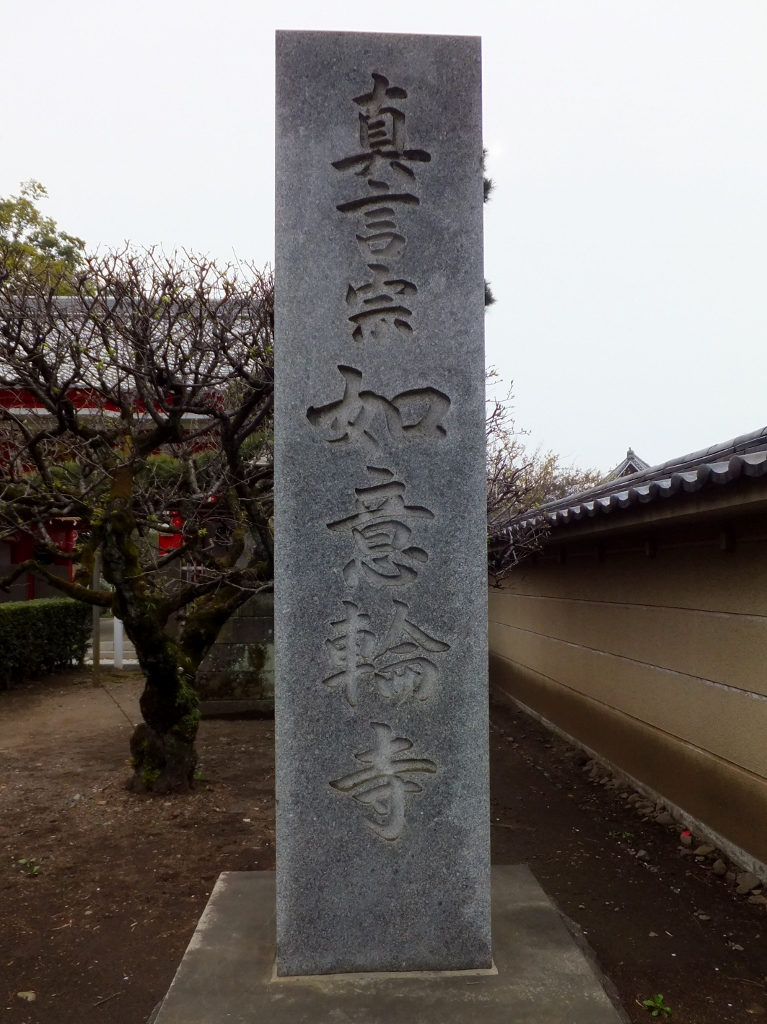
寺標 （2016年4月10日撮影）